# Antonio Ranza
Antonio Ranza (Piacenza, 15 gennaio 1801 – Piacenza, 20 novembre 1875) è stato un vescovo cattolico italiano.

## Biografia
Appartenente ad una famiglia piacentina, Antonio Ranza nacque in città il 15 gennaio 1801.
Intrapresa la carriera ecclesiastica, dopo aver completato i propri studi, il 15 marzo 1823 venne ordinato diacono ed il 20 dicembre di quello stesso anno ottenne l'ordinazione sacerdotale nella cattedrale piacentina.

### Ministero episcopale
Il 2 aprile 1849 fu eletto vescovo di Piacenza e consacrato dal vescovo di Borgo San Donnino Pier Grisologo Basetti.
Considerò suo dovere difendere i diritti della Chiesa contro la politica anticlericale dello stato e può essere annoverato tra i cattolici intransigenti.
Nel luglio del 1860 il vescovo Antonio Ranza e dieci canonici furono condannati dal tribunale a quattordici mesi di reclusione per antipatriottismo. Si trattò di una condanna politica, perché il vescovo si era allontanato dalla città verso il castello di Masana proprio in coincidenza con la visita del re a Piacenza e non aveva celebrato la festa dello Statuto. Durante il processo saranno testimoni contro il vescovo i sacerdoti liberali, parte di quei 63 sacerdoti (su circa 900) che avevano firmato la petizione di Carlo Passaglia a papa Pio IX, affinché rinunciasse al potere temporale.
A un sacerdote che non aveva ritrattato la sua adesione al documento di Passaglia, il vescovo Ranza negò i sacramenti in punto di morte, il che gli costò un nuovo processo e una nuova assurda condanna da parte del tribunale civile su una questione di coscienza.
Negli anni successivi fu uno dei padri conciliari del Concilio Vaticano I.
Morì il 20 novembre 1875 a Piacenza e fu sepolto in cattedrale.

## Genealogia episcopale e successione apostolica
La genealogia episcopale è:
- Cardinale Scipione Rebiba
- Cardinale Giulio Antonio Santori
- Cardinale Girolamo Bernerio, O.P.
- Arcivescovo Galeazzo Sanvitale
- Cardinale Ludovico Ludovisi
- Cardinale Luigi Caetani
- Cardinale Ulderico Carpegna
- Cardinale Paluzzo Paluzzi Altieri degli Albertoni
- Papa Benedetto XIII
- Papa Benedetto XIV
- Papa Clemente XIII
- Cardinale Marcantonio Colonna
- Cardinale Giacinto Sigismondo Gerdil, B.
- Cardinale Giulio Maria della Somaglia
- Cardinale Emmanuele De Gregorio
- Vescovo Pier Grisologo Basetti
- Vescovo Antonio Ranza

La successione apostolica è:
- Vescovo Giuseppe Buscarini (1872)